# ATP World Tour 2016
ATP World Tour 2016 – sezon profesjonalnych męskich turniejów tenisowych organizowanych przez Association of Tennis Professionals w 2016 roku. ATP World Tour 2016 obejmuje turnieje wielkoszlemowe (organizowane przez Międzynarodową Federację Tenisową), turnieje rangi ATP World Tour Masters 1000, ATP World Tour 500, ATP World Tour 250, zawody Pucharu Davisa (organizowane przez ITF), kończące sezon zawody ATP World Tour Finals, a także rozgrywki podczas Letnich Igrzysk Olimpijskich 2016 (organizowane przez ITF).

## Kalendarz turniejów
| Igrzyska olimpijskie        |
| Wielki Szlem                |
| ATP World Tour Finals       |
| ATP World Tour Masters 1000 |
| ATP World Tour 500          |
| ATP World Tour 250          |

### Styczeń
| Tydzień | Data        | Turniej                                                                | Zwycięzcy                    | Wynik            | Finaliści                         | Półfinaliści                      | Ćwierćfinaliści                                                                  |
| ------- | ----------- | ---------------------------------------------------------------------- | ---------------------------- | ---------------- | --------------------------------- | --------------------------------- | -------------------------------------------------------------------------------- |
| 1.      | 4 stycznia  | Brisbane International Brisbane ATP World Tour 250 461 330 $ – Twarda  | Milos Raonic                 | 6:4, 6:4         | Roger Federer                     | Dominic Thiem Bernard Tomic       | Marin Čilić Grigor Dimitrow Kei Nishikori Lucas Pouille                          |
| 1.      | 4 stycznia  | Brisbane International Brisbane ATP World Tour 250 461 330 $ – Twarda  | Henri Kontinen John Peers    | 7:6(4), 6:1      | James Duckworth Chris Guccione    | Dominic Thiem Bernard Tomic       | Marin Čilić Grigor Dimitrow Kei Nishikori Lucas Pouille                          |
| 1.      | 4 stycznia  | Aircel Chennai Open Ćennaj ATP World Tour 250 482 085 $ – Twarda       | Stan Wawrinka                | 6:3, 7:5         | Borna Ćorić                       | Aljaž Bedene Benoît Paire         | Roberto Bautista-Agut Thomas Fabbiano Guillermo García-López Ramkumar Ramanathan |
| 1.      | 4 stycznia  | Aircel Chennai Open Ćennaj ATP World Tour 250 482 085 $ – Twarda       | Oliver Marach Fabrice Martin | 7:6(4), 6:1      | Austin Krajicek Benoît Paire      | Aljaž Bedene Benoît Paire         | Roberto Bautista-Agut Thomas Fabbiano Guillermo García-López Ramkumar Ramanathan |
| 1.      | 4 stycznia  | Qatar ExxonMobil Open Doha ATP World Tour 250 1 283 855 $ – Twarda     | Novak Đoković                | 6:1, 6:2         | Rafael Nadal                      | Tomáš Berdych Illa Marczenko      | Jérémy Chardy Kyle Edmund Andriej Kuzniecow Leonardo Mayer                       |
| 1.      | 4 stycznia  | Qatar ExxonMobil Open Doha ATP World Tour 250 1 283 855 $ – Twarda     | Feliciano López Marc López   | 6:4, 6:3         | Philipp Petzschner Alexander Peya | Tomáš Berdych Illa Marczenko      | Jérémy Chardy Kyle Edmund Andriej Kuzniecow Leonardo Mayer                       |
| 2.      | 11 stycznia | ASB Classic Auckland ATP World Tour 250 520 070 $ – Twarda             | Roberto Bautista-Agut        | 6:1, 1:0 krecz   | Jack Sock                         | David Ferrer Jo-Wilfried Tsonga   | Kevin Anderson Fabio Fognini John Isner Lukáš Rosol                              |
| 2.      | 11 stycznia | ASB Classic Auckland ATP World Tour 250 520 070 $ – Twarda             | Mate Pavić Michael Venus     | 7:5, 6:4         | Eric Butorac Scott Lipsky         | David Ferrer Jo-Wilfried Tsonga   | Kevin Anderson Fabio Fognini John Isner Lukáš Rosol                              |
| 2.      | 11 stycznia | Apia International Sydney Sydney ATP World Tour 250 461 330 $ – Twarda | Viktor Troicki               | 2:6, 6:1, 7:6(7) | Grigor Dimitrow                   | Tejmuraz Gabaszwili Gilles Müller | Jérémy Chardy Ołeksandr Dołhopołow Nicolas Mahut Bernard Tomic                   |
| 2.      | 11 stycznia | Apia International Sydney Sydney ATP World Tour 250 461 330 $ – Twarda | Jamie Murray Bruno Soares    | 6:3, 7:6(6)      | Rohan Bopanna Florin Mergea       | Tejmuraz Gabaszwili Gilles Müller | Jérémy Chardy Ołeksandr Dołhopołow Nicolas Mahut Bernard Tomic                   |
| 3.–4.   | 18 stycznia | Australian Open Melbourne Wielki Szlem 19 703 000 A$ – Twarda          | Novak Đoković                | 6:1, 7:5, 7:6(3) | Andy Murray                       | Roger Federer Milos Raonic        | Tomáš Berdych David Ferrer Gaël Monfils Kei Nishikori                            |
| 3.–4.   | 18 stycznia | Australian Open Melbourne Wielki Szlem 19 703 000 A$ – Twarda          | Jamie Murray Bruno Soares    | 2:6, 6:4, 7:5    | Daniel Nestor Radek Štěpánek      | Roger Federer Milos Raonic        | Tomáš Berdych David Ferrer Gaël Monfils Kei Nishikori                            |

### Luty
| Tydzień | Data      | Turniej                                                                                   | Zwycięzcy                             | Wynik               | Finaliści                         | Półfinaliści                          | Ćwierćfinaliści                                                             |
| ------- | --------- | ----------------------------------------------------------------------------------------- | ------------------------------------- | ------------------- | --------------------------------- | ------------------------------------- | --------------------------------------------------------------------------- |
| 5.      | 1 lutego  | Open Sud de France Montpellier ATP World Tour 250 520 070 € – Twarda (hala)               | Richard Gasquet                       | 7:5, 6:4            | Paul-Henri Mathieu                | Dustin Brown Alexander Zverev         | Ruben Bemelmans Michael Berrer John Millman Markos Pagdatis                 |
| 5.      | 1 lutego  | Open Sud de France Montpellier ATP World Tour 250 520 070 € – Twarda (hala)               | Mate Pavić Michael Venus              | 7:5, 7:6(4)         | Alexander Zverev Mischa Zverev    | Dustin Brown Alexander Zverev         | Ruben Bemelmans Michael Berrer John Millman Markos Pagdatis                 |
| 5.      | 1 lutego  | Garanti Koza Sofia Open Sofia ATP World Tour 250 520 070 € – Twarda (hala)                | Roberto Bautista-Agut                 | 6:3, 6:4            | Viktor Troicki                    | Martin Kližan Gilles Müller           | Guillermo García-López Philipp Kohlschreiber Adrian Mannarino Andreas Seppi |
| 5.      | 1 lutego  | Garanti Koza Sofia Open Sofia ATP World Tour 250 520 070 € – Twarda (hala)                | Wesley Koolhof Matwé Middelkoop       | 5:7, 7:6(9), 10–6   | Philipp Oswald Adil Shamasdin     | Martin Kližan Gilles Müller           | Guillermo García-López Philipp Kohlschreiber Adrian Mannarino Andreas Seppi |
| 5.      | 1 lutego  | Ecuador Open Quito Quito ATP World Tour 250 520 070 $ – Ceglana                           | Víctor Estrella                       | 4:6, 7:6(5), 6:2    | Thomaz Bellucci                   | Paolo Lorenzi Albert Ramos-Viñolas    | Pablo Carreño-Busta Feliciano López Renzo Olivo Bernard Tomic               |
| 5.      | 1 lutego  | Ecuador Open Quito Quito ATP World Tour 250 520 070 $ – Ceglana                           | Pablo Carreño-Busta Guillermo Durán   | 7:5, 6:4            | Thomaz Bellucci Marcelo Demoliner | Paolo Lorenzi Albert Ramos-Viñolas    | Pablo Carreño-Busta Feliciano López Renzo Olivo Bernard Tomic               |
| 6.      | 8 lutego  | ABN AMRO World Tennis Tournament Rotterdam ATP World Tour 500 1 722 820 € – Twarda (hala) | Martin Kližan                         | 6:7(1), 6:3, 6:1    | Gaël Monfils                      | Philipp Kohlschreiber Nicolas Mahut   | Roberto Bautista-Agut Marin Čilić Viktor Troicki Alexander Zverev           |
| 6.      | 8 lutego  | ABN AMRO World Tennis Tournament Rotterdam ATP World Tour 500 1 722 820 € – Twarda (hala) | Nicolas Mahut Vasek Pospisil          | 7:6(2), 6:4         | Philipp Petzschner Alexander Peya | Philipp Kohlschreiber Nicolas Mahut   | Roberto Bautista-Agut Marin Čilić Viktor Troicki Alexander Zverev           |
| 6.      | 8 lutego  | Memphis Open Memphis ATP World Tour 250 693 425 $ – Twarda (hala)                         | Kei Nishikori                         | 6:4, 6:4            | Taylor Fritz                      | Ričardas Berankis Sam Querrey         | Benjamin Becker Michaił Kukuszkin Yoshihito Nishioka Donald Young           |
| 6.      | 8 lutego  | Memphis Open Memphis ATP World Tour 250 693 425 $ – Twarda (hala)                         | Mariusz Fyrstenberg Santiago González | 6:4, 6:4            | Steve Johnson Sam Querrey         | Ričardas Berankis Sam Querrey         | Benjamin Becker Michaił Kukuszkin Yoshihito Nishioka Donald Young           |
| 6.      | 8 lutego  | Argentina Open Buenos Aires ATP World Tour 250 598 865 $ – Ceglana                        | Dominic Thiem                         | 7:6(2), 3:6, 7:6(4) | Nicolás Almagro                   | David Ferrer Rafael Nadal             | Pablo Cuevas Dušan Lajović Paolo Lorenzi Jo-Wilfried Tsonga                 |
| 6.      | 8 lutego  | Argentina Open Buenos Aires ATP World Tour 250 598 865 $ – Ceglana                        | Juan Sebastián Cabal Robert Farah     | 6:3, 6:0            | Íñigo Cervantes Paolo Lorenzi     | David Ferrer Rafael Nadal             | Pablo Cuevas Dušan Lajović Paolo Lorenzi Jo-Wilfried Tsonga                 |
| 7.      | 15 lutego | Rio Open Rio de Janeiro ATP World Tour 500 1 471 315 $ – Ceglana                          | Pablo Cuevas                          | 6:4, 6:7(5), 6:4    | Guido Pella                       | Rafael Nadal Dominic Thiem            | David Ferrer Federico Delbonis Ołeksandr Dołhopołow Daniel Gimeno-Traver    |
| 7.      | 15 lutego | Rio Open Rio de Janeiro ATP World Tour 500 1 471 315 $ – Ceglana                          | Juan Sebastián Cabal Robert Farah     | 7:6(5), 6:1         | Pablo Carreño-Busta David Marrero | Rafael Nadal Dominic Thiem            | David Ferrer Federico Delbonis Ołeksandr Dołhopołow Daniel Gimeno-Traver    |
| 7.      | 15 lutego | Delray Beach Open Delray Beach ATP World Tour 250 576 900 $ – Twarda                      | Sam Querrey                           | 6:4, 7:6(6)         | Rajeev Ram                        | Juan Martín del Potro Grigor Dimitrow | Benjamin Becker Jérémy Chardy Adrian Mannarino Tim Smyczek                  |
| 7.      | 15 lutego | Delray Beach Open Delray Beach ATP World Tour 250 576 900 $ – Twarda                      | Oliver Marach Fabrice Martin          | 3:6, 7:6(7), 13–11  | Bob Bryan Mike Bryan              | Juan Martín del Potro Grigor Dimitrow | Benjamin Becker Jérémy Chardy Adrian Mannarino Tim Smyczek                  |
| 7.      | 15 lutego | Open 13 Marsylia ATP World Tour 250 665 910 € – Twarda (hala)                             | Nick Kyrgios                          | 6:2, 7:6(3)         | Marin Čilić                       | Tomáš Berdych Benoît Paire            | Richard Gasquet David Goffin Andriej Kuzniecow Stan Wawrinka                |
| 7.      | 15 lutego | Open 13 Marsylia ATP World Tour 250 665 910 € – Twarda (hala)                             | Mate Pavić Michael Venus              | 6:2, 6:3            | Jonatan Erlich Colin Fleming      | Tomáš Berdych Benoît Paire            | Richard Gasquet David Goffin Andriej Kuzniecow Stan Wawrinka                |
| 8.      | 22 lutego | Abierto Mexicano Telcel Acapulco ATP World Tour 500 1 551 830 $ – Twarda                  | Dominic Thiem                         | 7:6(6), 4:6, 6:3    | Bernard Tomic                     | Ołeksandr Dołhopołow Sam Querrey      | Grigor Dimitrow Taylor Fritz Robin Haase Illa Marczenko                     |
| 8.      | 22 lutego | Abierto Mexicano Telcel Acapulco ATP World Tour 500 1 551 830 $ – Twarda                  | Treat Huey Maks Mirny                 | 7:6(5), 6:3         | Philipp Petzschner Alexander Peya | Ołeksandr Dołhopołow Sam Querrey      | Grigor Dimitrow Taylor Fritz Robin Haase Illa Marczenko                     |
| 8.      | 22 lutego | Dubai Duty Free Tennis Championships Dubaj ATP World Tour 500 2 674 445 $ – Twarda        | Stan Wawrinka                         | 6:4, 7:6(13)        | Markos Pagdatis                   | Nick Kyrgios Feliciano López          | Roberto Bautista-Agut Tomáš Berdych Novak Đoković Philipp Kohlschreiber     |
| 8.      | 22 lutego | Dubai Duty Free Tennis Championships Dubaj ATP World Tour 500 2 674 445 $ – Twarda        | Simone Bolelli Andreas Seppi          | 6:2, 3:6, 14–12     | Feliciano López Marc López        | Nick Kyrgios Feliciano López          | Roberto Bautista-Agut Tomáš Berdych Novak Đoković Philipp Kohlschreiber     |
| 8.      | 22 lutego | Brasil Open São Paulo ATP World Tour 250 499 055 $ – Ceglana                              | Pablo Cuevas                          | 7:6(4), 6:3         | Pablo Carreño-Busta               | Íñigo Cervantes Dušan Lajović         | Roberto Carballés Federico Delbonis Gastão Elias Thiago Monteiro            |
| 8.      | 22 lutego | Brasil Open São Paulo ATP World Tour 250 499 055 $ – Ceglana                              | Julio Peralta Horacio Zeballos        | 4:6, 6:1, 10–5      | Pablo Carreño-Busta David Marrero | Íñigo Cervantes Dušan Lajović         | Roberto Carballés Federico Delbonis Gastão Elias Thiago Monteiro            |

### Marzec
| Tydzień | Data     | Turniej                                                                        | Zwycięzcy                           | Wynik          | Finaliści                | Półfinaliści              | Ćwierćfinaliści                                           |
| ------- | -------- | ------------------------------------------------------------------------------ | ----------------------------------- | -------------- | ------------------------ | ------------------------- | --------------------------------------------------------- |
| 10.–11. | 7 marca  | BNP Paribas Open Indian Wells ATP World Tour Masters 1000 7 037 595 $ – Twarda | Novak Đoković                       | 6:2, 6:0       | Milos Raonic             | David Goffin Rafael Nadal | Marin Čilić Gaël Monfils Kei Nishikori Jo-Wilfried Tsonga |
| 10.–11. | 7 marca  | BNP Paribas Open Indian Wells ATP World Tour Masters 1000 7 037 595 $ – Twarda | Pierre-Hugues Herbert Nicolas Mahut | 6:3, 7:6(5)    | Vasek Pospisil Jack Sock | David Goffin Rafael Nadal | Marin Čilić Gaël Monfils Kei Nishikori Jo-Wilfried Tsonga |
| 12.–13. | 21 marca | Miami Open Miami ATP World Tour Masters 1000 7 037 595 $ – Twarda              | Novak Đoković                       | 6:3, 6:3       | Kei Nishikori            | David Goffin Nick Kyrgios | Tomáš Berdych Gaël Monfils Milos Raonic Gilles Simon      |
| 12.–13. | 21 marca | Miami Open Miami ATP World Tour Masters 1000 7 037 595 $ – Twarda              | Pierre-Hugues Herbert Nicolas Mahut | 5:7, 6:1, 10–7 | Raven Klaasen Rajeev Ram | David Goffin Nick Kyrgios | Tomáš Berdych Gaël Monfils Milos Raonic Gilles Simon      |

### Kwiecień
| Tydzień | Data        | Turniej                                                                                             | Zwycięzcy                           | Wynik               | Finaliści                           | Półfinaliści                             | Ćwierćfinaliści                                                              |
| ------- | ----------- | --------------------------------------------------------------------------------------------------- | ----------------------------------- | ------------------- | ----------------------------------- | ---------------------------------------- | ---------------------------------------------------------------------------- |
| 14.     | 4 kwietnia  | Grand Prix Hassan II Marrakesz ATP World Tour 250 520 070 € – Ceglana                               | Federico Delbonis                   | 6:2, 6:4            | Borna Ćorić                         | Albert Montañés Jiří Veselý              | Facundo Bagnis Pablo Carreño-Busta Guillermo García-López Paul-Henri Mathieu |
| 14.     | 4 kwietnia  | Grand Prix Hassan II Marrakesz ATP World Tour 250 520 070 € – Ceglana                               | Guillermo Durán Máximo González     | 6:2, 3:6, 10–6      | Marin Draganja Aisam-ul-Haq Qureshi | Albert Montañés Jiří Veselý              | Facundo Bagnis Pablo Carreño-Busta Guillermo García-López Paul-Henri Mathieu |
| 14.     | 4 kwietnia  | Fayez Sarofim & Co. US Men’s Clay Court Championship Houston ATP World Tour 250 577 860 $ – Ceglana | Juan Mónaco                         | 3:6, 6:3, 7:5       | Jack Sock                           | John Isner Feliciano López               | Chung Hyeon Markos Pagdatis Sam Querrey Tim Smyczek                          |
| 14.     | 4 kwietnia  | Fayez Sarofim & Co. US Men’s Clay Court Championship Houston ATP World Tour 250 577 860 $ – Ceglana | Bob Bryan Mike Bryan                | 4:6, 6:3, 10–8      | Víctor Estrella Santiago González   | John Isner Feliciano López               | Chung Hyeon Markos Pagdatis Sam Querrey Tim Smyczek                          |
| 15.     | 11 kwietnia | Monte-Carlo Rolex Masters Monte Carlo ATP World Tour Masters 1000 4 094 505 € – Ceglana             | Rafael Nadal                        | 7:5, 5:7, 6:0       | Gaël Monfils                        | Andy Murray Jo-Wilfried Tsonga           | Roger Federer Marcel Granollers Milos Raonic Stan Wawrinka                   |
| 15.     | 11 kwietnia | Monte-Carlo Rolex Masters Monte Carlo ATP World Tour Masters 1000 4 094 505 € – Ceglana             | Pierre-Hugues Herbert Nicolas Mahut | 4:6, 6:0, 10–6      | Jamie Murray Bruno Soares           | Andy Murray Jo-Wilfried Tsonga           | Roger Federer Marcel Granollers Milos Raonic Stan Wawrinka                   |
| 16.     | 18 kwietnia | Barcelona Open Banc Sabadell Barcelona ATP World Tour 500 2 428 355 € – Ceglana                     | Rafael Nadal                        | 6:4, 7:5            | Kei Nishikori                       | Philipp Kohlschreiber Benoît Paire       | Malik al-Dżaziri Ołeksandr Dołhopołow Fabio Fognini Andriej Kuzniecow        |
| 16.     | 18 kwietnia | Barcelona Open Banc Sabadell Barcelona ATP World Tour 500 2 428 355 € – Ceglana                     | Bob Bryan Mike Bryan                | 7:5, 7:5            | Pablo Cuevas Marcel Granollers      | Philipp Kohlschreiber Benoît Paire       | Malik al-Dżaziri Ołeksandr Dołhopołow Fabio Fognini Andriej Kuzniecow        |
| 16.     | 18 kwietnia | BRD Năstase Ţiriac Trophy Bukareszt ATP World Tour 250 520 070 € – Ceglana                          | Fernando Verdasco                   | 6:3, 6:2            | Lucas Pouille                       | Federico Delbonis Guillermo García-López | Marco Cecchinato Robin Haase Paolo Lorenzi Guido Pella                       |
| 16.     | 18 kwietnia | BRD Năstase Ţiriac Trophy Bukareszt ATP World Tour 250 520 070 € – Ceglana                          | Florin Mergea Horia Tecău           | 7:5, 6:4            | Chris Guccione André Sá             | Federico Delbonis Guillermo García-López | Marco Cecchinato Robin Haase Paolo Lorenzi Guido Pella                       |
| 17.     | 25 kwietnia | Millennium Estoril Open Estoril ATP World Tour 250 520 070 € – Ceglana                              | Nicolás Almagro                     | 6:7(6), 7:6(5), 6:3 | Pablo Carreño-Busta                 | Nick Kyrgios Benoît Paire                | Borna Ćorić Guillermo García-López Leonardo Mayer Gilles Simon               |
| 17.     | 25 kwietnia | Millennium Estoril Open Estoril ATP World Tour 250 520 070 € – Ceglana                              | Eric Butorac Scott Lipsky           | 6:4, 3:6, 10–8      | Łukasz Kubot Marcin Matkowski       | Nick Kyrgios Benoît Paire                | Borna Ćorić Guillermo García-López Leonardo Mayer Gilles Simon               |
| 17.     | 25 kwietnia | TEB BNP Paribas Istanbul Open Stambuł ATP World Tour 250 483 080 € – Ceglana                        | Diego Schwartzman                   | 6:7(5), 7:6(4), 6:0 | Grigor Dimitrow                     | Federico Delbonis Ivo Karlović           | Damir Džumhur Marcel Granollers Albert Ramos-Viñolas Jiří Veselý             |
| 17.     | 25 kwietnia | TEB BNP Paribas Istanbul Open Stambuł ATP World Tour 250 483 080 € – Ceglana                        | Flavio Cipolla Dudi Sela            | 6:3, 5:7, 10–7      | Andrés Molteni Diego Schwartzman    | Federico Delbonis Ivo Karlović           | Damir Džumhur Marcel Granollers Albert Ramos-Viñolas Jiří Veselý             |
| 17.     | 25 kwietnia | BMW Open Monachium ATP World Tour 250 520 070 € – Ceglana                                           | Philipp Kohlschreiber               | 7:6(7), 4:6, 7:6(4) | Dominic Thiem                       | Fabio Fognini Alexander Zverev           | Juan Martín del Potro Ivan Dodig David Goffin Jozef Kovalík                  |
| 17.     | 25 kwietnia | BMW Open Monachium ATP World Tour 250 520 070 € – Ceglana                                           | Henri Kontinen John Peers           | 6:3, 3:6, 10–7      | Juan Sebastián Cabal Robert Farah   | Fabio Fognini Alexander Zverev           | Juan Martín del Potro Ivan Dodig David Goffin Jozef Kovalík                  |

### Maj
| Tydzień | Data    | Turniej                                                                            | Zwycięzcy                         | Wynik              | Finaliści                   | Półfinaliści                | Ćwierćfinaliści                                                                |
| ------- | ------- | ---------------------------------------------------------------------------------- | --------------------------------- | ------------------ | --------------------------- | --------------------------- | ------------------------------------------------------------------------------ |
| 18.     | 1 maja  | Mutua Madrid Open Madryt ATP World Tour Masters 1000 5 719 660 € – Ceglana         | Novak Đoković                     | 6:2, 3:6, 6:3      | Andy Murray                 | Rafael Nadal Kei Nishikori  | Tomáš Berdych Nick Kyrgios Milos Raonic João Sousa                             |
| 18.     | 1 maja  | Mutua Madrid Open Madryt ATP World Tour Masters 1000 5 719 660 € – Ceglana         | Jean-Julien Rojer Horia Tecău     | 6:4, 7:6(5)        | Rohan Bopanna Florin Mergea | Rafael Nadal Kei Nishikori  | Tomáš Berdych Nick Kyrgios Milos Raonic João Sousa                             |
| 19.     | 8 maja  | Internazionali BNL d’Italia Rzym ATP World Tour Masters 1000 4 300 755 € – Ceglana | Andy Murray                       | 6:3, 6:3           | Novak Đoković               | Kei Nishikori Lucas Pouille | David Goffin Juan Mónaco Rafael Nadal Dominic Thiem                            |
| 19.     | 8 maja  | Internazionali BNL d’Italia Rzym ATP World Tour Masters 1000 4 300 755 € – Ceglana | Bob Bryan Mike Bryan              | 2:6, 6:3, 10–7     | Vasek Pospisil Jack Sock    | Kei Nishikori Lucas Pouille | David Goffin Juan Mónaco Rafael Nadal Dominic Thiem                            |
| 20.     | 15 maja | Geneva Open Genewa ATP World Tour 250 556 195 € – Ceglana                          | Stan Wawrinka                     | 6:4, 7:6(11)       | Marin Čilić                 | David Ferrer Lukáš Rosol    | Pablo Carreño-Busta Federico Delbonis Guillermo García-López Andriej Kuzniecow |
| 20.     | 15 maja | Geneva Open Genewa ATP World Tour 250 556 195 € – Ceglana                          | Steve Johnson Sam Querrey         | 6:4, 6:1           | Raven Klaasen Rajeev Ram    | David Ferrer Lukáš Rosol    | Pablo Carreño-Busta Federico Delbonis Guillermo García-López Andriej Kuzniecow |
| 20.     | 15 maja | Open de Nice Côte d’Azur Nicea ATP World Tour 250 520 070 € – Ceglana              | Dominic Thiem                     | 6:4, 3:6, 6:0      | Alexander Zverev            | Adrian Mannarino João Sousa | Kevin Anderson Guido Pella Andreas Seppi Gilles Simon                          |
| 20.     | 15 maja | Open de Nice Côte d’Azur Nicea ATP World Tour 250 520 070 € – Ceglana              | Juan Sebastián Cabal Robert Farah | 4:6, 6:4, 10–8     | Mate Pavić Michael Venus    | Adrian Mannarino João Sousa | Kevin Anderson Guido Pella Andreas Seppi Gilles Simon                          |
| 21.–22. | 22 maja | French Open Paryż Wielki Szlem 12 032 000 € – Ceglana                              | Novak Đoković                     | 3:6, 6:1, 6:2, 6:4 | Andy Murray                 | Dominic Thiem Stan Wawrinka | Tomáš Berdych Richard Gasquet David Goffin Albert Ramos-Viñolas                |
| 21.–22. | 22 maja | French Open Paryż Wielki Szlem 12 032 000 € – Ceglana                              | Feliciano López Marc López        | 6:4, 6:7(6), 6:3   | Bob Bryan Mike Bryan        | Dominic Thiem Stan Wawrinka | Tomáš Berdych Richard Gasquet David Goffin Albert Ramos-Viñolas                |

### Czerwiec
| Tydzień | Data       | Turniej                                                                   | Zwycięzcy                           | Wynik               | Finaliści                               | Półfinaliści                        | Ćwierćfinaliści                                                  |
| ------- | ---------- | ------------------------------------------------------------------------- | ----------------------------------- | ------------------- | --------------------------------------- | ----------------------------------- | ---------------------------------------------------------------- |
| 23.     | 6 czerwca  | Ricoh Open ’s-Hertogenbosch ATP World Tour 250 635 645 € – Trawiasta      | Nicolas Mahut                       | 6:4, 6:4            | Gilles Müller                           | Ivo Karlović Sam Querrey            | David Ferrer Stefan Kozlov Adrian Mannarino Bernard Tomic        |
| 23.     | 6 czerwca  | Ricoh Open ’s-Hertogenbosch ATP World Tour 250 635 645 € – Trawiasta      | Mate Pavić Michael Venus            | 3:6, 6:3, 11–9      | Dominic Inglot Raven Klaasen            | Ivo Karlović Sam Querrey            | David Ferrer Stefan Kozlov Adrian Mannarino Bernard Tomic        |
| 23.     | 6 czerwca  | MercedesCup Stuttgart ATP World Tour 250 675,645 € – Trawiasta            | Dominic Thiem                       | 6:7(2), 6:4, 6:4    | Philipp Kohlschreiber                   | Juan Martín del Potro Roger Federer | Michaił Jużny Florian Mayer Gilles Simon Radek Štěpánek          |
| 23.     | 6 czerwca  | MercedesCup Stuttgart ATP World Tour 250 675,645 € – Trawiasta            | Marcus Daniell Artem Sitak          | 6:7(4), 6:4, 10–8   | Oliver Marach Fabrice Martin            | Juan Martín del Potro Roger Federer | Michaił Jużny Florian Mayer Gilles Simon Radek Štěpánek          |
| 24.     | 13 czerwca | Gerry Weber Open Halle ATP World Tour 500 1 826 275 € – Trawiasta         | Florian Mayer                       | 6:2, 5:7, 6:3       | Alexander Zverev                        | Roger Federer Dominic Thiem         | David Goffin Philipp Kohlschreiber Markos Pagdatis Andreas Seppi |
| 24.     | 13 czerwca | Gerry Weber Open Halle ATP World Tour 500 1 826 275 € – Trawiasta         | Raven Klaasen Rajeev Ram            | 7:6(5), 6:2         | Łukasz Kubot Alexander Peya             | Roger Federer Dominic Thiem         | David Goffin Philipp Kohlschreiber Markos Pagdatis Andreas Seppi |
| 24.     | 13 czerwca | Aegon Championships Londyn ATP World Tour 500 1 928 610 € – Trawiasta     | Andy Murray                         | 6:7(5), 6:4, 6:3    | Milos Raonic                            | Marin Čilić Bernard Tomic           | Roberto Bautista-Agut Kyle Edmund Steve Johnson Gilles Müller    |
| 24.     | 13 czerwca | Aegon Championships Londyn ATP World Tour 500 1 928 610 € – Trawiasta     | Pierre-Hugues Herbert Nicolas Mahut | 6:3, 7:6(5)         | Chris Guccione André Sá                 | Marin Čilić Bernard Tomic           | Roberto Bautista-Agut Kyle Edmund Steve Johnson Gilles Müller    |
| 25.     | 20 czerwca | Aegon Open Nottingham Nottingham ATP World Tour 250 704 805 € – Trawiasta | Steve Johnson                       | 7:6(5), 7:5         | Pablo Cuevas                            | Gilles Müller Andreas Seppi         | Kevin Anderson Ołeksandr Dołhopołow Markos Pagdatis Dudi Sela    |
| 25.     | 20 czerwca | Aegon Open Nottingham Nottingham ATP World Tour 250 704 805 € – Trawiasta | Dominic Inglot Daniel Nestor        | 7:5, 7:6(4)         | Ivan Dodig Marcelo Melo                 | Gilles Müller Andreas Seppi         | Kevin Anderson Ołeksandr Dołhopołow Markos Pagdatis Dudi Sela    |
| 26.–27. | 27 czerwca | Wimbledon Londyn Wielki Szlem 10 856 000 £ – Trawiasta                    | Andy Murray                         | 6:4, 7:6(3), 7:6(2) | Milos Raonic                            | Tomáš Berdych Roger Federer         | Marin Čilić Lucas Pouille Sam Querrey Jo-Wilfried Tsonga         |
| 26.–27. | 27 czerwca | Wimbledon Londyn Wielki Szlem 10 856 000 £ – Trawiasta                    | Pierre-Hugues Herbert Nicolas Mahut | 6:4, 7:6(1), 6:3    | Julien Benneteau Édouard Roger-Vasselin | Tomáš Berdych Roger Federer         | Marin Čilić Lucas Pouille Sam Querrey Jo-Wilfried Tsonga         |

### Lipiec
| Tydzień | Data     | Turniej                                                                            | Zwycięzcy                            | Wynik                   | Finaliści                          | Półfinaliści                    | Ćwierćfinaliści                                                                      |
| ------- | -------- | ---------------------------------------------------------------------------------- | ------------------------------------ | ----------------------- | ---------------------------------- | ------------------------------- | ------------------------------------------------------------------------------------ |
| 28.     | 11 lipca | German Tennis Championships Hamburg ATP World Tour 500 1 514 495 € – Ceglana       | Martin Kližan                        | 6:1, 6:4                | Pablo Cuevas                       | Renzo Olivo Stéphane Robert     | Guillermo García-López Daniel Gimeno-Traver Philipp Kohlschreiber Paul-Henri Mathieu |
| 28.     | 11 lipca | German Tennis Championships Hamburg ATP World Tour 500 1 514 495 € – Ceglana       | Henri Kontinen John Peers            | 7:5, 6:3                | Daniel Nestor Aisam-ul-Haq Qureshi | Renzo Olivo Stéphane Robert     | Guillermo García-López Daniel Gimeno-Traver Philipp Kohlschreiber Paul-Henri Mathieu |
| 28.     | 11 lipca | SkiStar Swedish Open Båstad ATP World Tour 250 520 070 € – Ceglana                 | Albert Ramos-Viñolas                 | 6:3, 6:4                | Fernando Verdasco                  | Gastão Elias David Ferrer       | Andrea Arnaboldi Facundo Bagnis Dustin Brown João Sousa                              |
| 28.     | 11 lipca | SkiStar Swedish Open Båstad ATP World Tour 250 520 070 € – Ceglana                 | Marcel Granollers David Marrero      | 6:2, 6:3                | Marcus Daniell Marcelo Demoliner   | Gastão Elias David Ferrer       | Andrea Arnaboldi Facundo Bagnis Dustin Brown João Sousa                              |
| 28.     | 11 lipca | Hall of Fame Tennis Championships Newport ATP World Tour 250 577 860 $ – Trawiasta | Ivo Karlović                         | 6:7(2), 7:6(5), 7:6(12) | Gilles Müller                      | Markos Pagdatis Donald Young    | Marco Chiudinelli Steve Johnson Adrian Mannarino Dudi Sela                           |
| 28.     | 11 lipca | Hall of Fame Tennis Championships Newport ATP World Tour 250 577 860 $ – Trawiasta | Sam Groth Chris Guccione             | 6:4, 6:3                | Jonathan Marray Adil Shamasdin     | Markos Pagdatis Donald Young    | Marco Chiudinelli Steve Johnson Adrian Mannarino Dudi Sela                           |
| 29.     | 18 lipca | Citi Open Waszyngton ATP World Tour 500 1 877 705 $ – Twarda                       | Gaël Monfils                         | 5:7, 7:6(6), 6:4        | Ivo Karlović                       | Steve Johnson Alexander Zverev  | John Isner Benoît Paire Sam Querrey Jack Sock                                        |
| 29.     | 18 lipca | Citi Open Waszyngton ATP World Tour 500 1 877 705 $ – Twarda                       | Daniel Nestor Édouard Roger-Vasselin | 7:6(3), 7:6(4)          | Łukasz Kubot Alexander Peya        | Steve Johnson Alexander Zverev  | John Isner Benoît Paire Sam Querrey Jack Sock                                        |
| 29.     | 18 lipca | Swiss Open Gstaad Gstaad ATP World Tour 250 520 070 € – Ceglana                    | Feliciano López                      | 6:4, 7:5                | Robin Haase                        | Dustin Brown Paul-Henri Mathieu | Michaił Jużny Thiago Monteiro Albert Ramos-Viñolas Elias Ymer                        |
| 29.     | 18 lipca | Swiss Open Gstaad Gstaad ATP World Tour 250 520 070 € – Ceglana                    | Julio Peralta Horacio Zeballos       | 7:6(2), 6:2             | Mate Pavić Michael Venus           | Dustin Brown Paul-Henri Mathieu | Michaił Jużny Thiago Monteiro Albert Ramos-Viñolas Elias Ymer                        |
| 29.     | 18 lipca | Generali Open Kitzbühel Kitzbühel ATP World Tour 250 520 070 € – Ceglana           | Paolo Lorenzi                        | 6:3, 6:4                | Nikoloz Basilaszwili               | Dušan Lajović Gerald Melzer     | Karen Chaczanow Jürgen Melzer Adam Pavlásek Jan-Lennard Struff                       |
| 29.     | 18 lipca | Generali Open Kitzbühel Kitzbühel ATP World Tour 250 520 070 € – Ceglana           | Wesley Koolhof Matwé Middelkoop      | 2:6, 6:3, 11–9          | Dennis Novak Dominic Thiem         | Dušan Lajović Gerald Melzer     | Karen Chaczanow Jürgen Melzer Adam Pavlásek Jan-Lennard Struff                       |
| 29.     | 18 lipca | Konzum Croatia Open Umag Umag ATP World Tour 250 520 070 € – Ceglana               | Fabio Fognini                        | 6:4, 6:1                | Andrej Martin                      | Carlos Berlocq Gastão Elias     | Pablo Carreño-Busta Jérémy Chardy Damir Džumhur João Sousa                           |
| 29.     | 18 lipca | Konzum Croatia Open Umag Umag ATP World Tour 250 520 070 € – Ceglana               | Martin Kližan David Marrero          | 6:4, 6:2                | Nikola Mektić Antonio Šančić       | Carlos Berlocq Gastão Elias     | Pablo Carreño-Busta Jérémy Chardy Damir Džumhur João Sousa                           |
| 30.     | 25 lipca | Rogers Cup Toronto ATP World Tour Masters 1000 4 691 730 $ – Twarda                | Novak Đoković                        | 6:3, 7:5                | Kei Nishikori                      | Gaël Monfils Stan Wawrinka      | Kevin Anderson Tomáš Berdych Grigor Dimitrow Milos Raonic                            |
| 30.     | 25 lipca | Rogers Cup Toronto ATP World Tour Masters 1000 4 691 730 $ – Twarda                | Ivan Dodig Marcelo Melo              | 6:4, 6:4                | Jamie Murray Bruno Soares          | Gaël Monfils Stan Wawrinka      | Kevin Anderson Tomáš Berdych Grigor Dimitrow Milos Raonic                            |

### Sierpień
| Tydzień | Data       | Turniej                                                         | Zwycięzcy                       | Wynik          | Finaliści                          | Półfinaliści                     | Ćwierćfinaliści                                              |
| ------- | ---------- | --------------------------------------------------------------- | ------------------------------- | -------------- | ---------------------------------- | -------------------------------- | ------------------------------------------------------------ |
| 31.     | 1 sierpnia | BB&T Atlanta Open Atlanta ATP World Tour 250 693 425 $ – Twarda | Nick Kyrgios                    | 7:6(3), 7:6(4) | John Isner                         | Yoshihito Nishioka Reilly Opelka | Taylor Fritz Fernando Verdasco Donald Young Horacio Zeballos |
| 31.     | 1 sierpnia | BB&T Atlanta Open Atlanta ATP World Tour 250 693 425 $ – Twarda | Andrés Molteni Horacio Zeballos | 7:6(2), 6:4    | Johan Brunström Andreas Siljeström | Yoshihito Nishioka Reilly Opelka | Taylor Fritz Fernando Verdasco Donald Young Horacio Zeballos |

| Tydzień | Data       | Turniej                                                                     | Złoty medal                     | Wynik              | Srebrny medal             | Brązowy medal                 | Wynik            | Czwarte miejsce              |
| 32.     | 8 sierpnia | Letnie Igrzyska Olimpijskie 2016 Rio de Janeiro Igrzyska olimpijskie Twarda | Andy Murray                     | 7:5, 4:6, 6:2, 7:5 | Juan Martín del Potro     | Kei Nishikori                 | 6:2, 6:7(1), 6:3 | Rafael Nadal                 |
| 32.     | 8 sierpnia | Letnie Igrzyska Olimpijskie 2016 Rio de Janeiro Igrzyska olimpijskie Twarda | Marc López Rafael Nadal         | 6:2, 3:6, 6:4      | Florin Mergea Horia Tecău | Steve Johnson Jack Sock       | 6:2, 6:4         | Daniel Nestor Vasek Pospisil |
| 32.     | 8 sierpnia | Letnie Igrzyska Olimpijskie 2016 Rio de Janeiro Igrzyska olimpijskie Twarda | Bethanie Mattek-Sands Jack Sock | 6:7(3), 6:1, 10–7  | Venus Williams Rajeev Ram | Lucie Hradecká Radek Štěpánek | 6:1, 7:5         | Sania Mirza Rohan Bopanna    |

| Tydzień | Data        | Turniej                                                                             | Zwycięzcy                             | Wynik                 | Finaliści                                  | Półfinaliści                      | Ćwierćfinaliści                                                     |
| ------- | ----------- | ----------------------------------------------------------------------------------- | ------------------------------------- | --------------------- | ------------------------------------------ | --------------------------------- | ------------------------------------------------------------------- |
| 32.     | 8 sierpnia  | Abierto Mexicano Los Cabos Los Cabos ATP World Tour 250 808 995 $ – Twarda          | Ivo Karlović                          | 7:6(5), 6:2           | Feliciano López                            | Pablo Carreño-Busta Dušan Lajović | Nicolás Almagro Julien Benneteau Santiago Giraldo Marcel Granollers |
| 32.     | 8 sierpnia  | Abierto Mexicano Los Cabos Los Cabos ATP World Tour 250 808 995 $ – Twarda          | Purav Raja Divij Sharan               | 7:6(4), 7:6(3)        | Jonatan Erlich Ken Skupski                 | Pablo Carreño-Busta Dušan Lajović | Nicolás Almagro Julien Benneteau Santiago Giraldo Marcel Granollers |
| 33.     | 15 sierpnia | Western & Southern Open Cincinnati ATP World Tour Masters 1000 5 004 505 $ – Twarda | Marin Čilić                           | 6:4, 7:5              | Andy Murray                                | Grigor Dimitrow Milos Raonic      | Borna Ćorić Steve Johnson Dominic Thiem Bernard Tomic               |
| 33.     | 15 sierpnia | Western & Southern Open Cincinnati ATP World Tour Masters 1000 5 004 505 $ – Twarda | Ivan Dodig Marcelo Melo               | 7:6(5), 6:7(5), 10–6  | Jean-Julien Rojer Horia Tecău              | Grigor Dimitrow Milos Raonic      | Borna Ćorić Steve Johnson Dominic Thiem Bernard Tomic               |
| 34.     | 22 sierpnia | Winston-Salem Open Winston-Salem ATP World Tour 250 720 940 $ – Twarda              | Pablo Carreño-Busta                   | 6:7(6), 7:6(1), 6:4   | Roberto Bautista-Agut                      | John Millman Viktor Troicki       | Richard Gasquet Andriej Kuzniecow Fernando Verdasco Lu Yen-hsun     |
| 34.     | 22 sierpnia | Winston-Salem Open Winston-Salem ATP World Tour 250 720 940 $ – Twarda              | Guillermo García-López Henri Kontinen | 4:6, 7:6(6), 10–8     | Andre Begemann Leander Paes                | John Millman Viktor Troicki       | Richard Gasquet Andriej Kuzniecow Fernando Verdasco Lu Yen-hsun     |
| 35.–36. | 29 sierpnia | US Open Nowy Jork Wielki Szlem 21 862 744 $ – Twarda                                | Stan Wawrinka                         | 6:7(1), 6:4, 7:5, 6:3 | Novak Đoković                              | Gaël Monfils Kei Nishikori        | Juan Martín del Potro Andy Murray Lucas Pouille Jo-Wilfried Tsonga  |
| 35.–36. | 29 sierpnia | US Open Nowy Jork Wielki Szlem 21 862 744 $ – Twarda                                | Jamie Murray Bruno Soares             | 6:2, 6:3              | Pablo Carreño-Busta Guillermo García-López | Gaël Monfils Kei Nishikori        | Juan Martín del Potro Andy Murray Lucas Pouille Jo-Wilfried Tsonga  |

### Wrzesień
| Tydzień | Data        | Turniej                                                                     | Zwycięzcy                      | Wynik               | Finaliści                               | Półfinaliści                        | Ćwierćfinaliści                                                |
| ------- | ----------- | --------------------------------------------------------------------------- | ------------------------------ | ------------------- | --------------------------------------- | ----------------------------------- | -------------------------------------------------------------- |
| 38.     | 19 września | Moselle Open Metz ATP World Tour 250 520 070 € – Twarda (hala)              | Lucas Pouille                  | 7:6(5), 6:2         | Dominic Thiem                           | Gilles Simon David Goffin           | Gilles Müller Malik al-Dżaziri Julien Benneteau Nicolas Mahut  |
| 38.     | 19 września | Moselle Open Metz ATP World Tour 250 520 070 € – Twarda (hala)              | Julio Peralta Horacio Zeballos | 6:3, 7:6(4)         | Mate Pavić Michael Venus                | Gilles Simon David Goffin           | Gilles Müller Malik al-Dżaziri Julien Benneteau Nicolas Mahut  |
| 38.     | 19 września | St. Petersburg Open Petersburg ATP World Tour 250 986 380 $ – Twarda (hala) | Alexander Zverev               | 6:2, 3:6, 7:5       | Stan Wawrinka                           | Roberto Bautista-Agut Tomáš Berdych | Viktor Troicki João Souza Paolo Lorenzi Michaił Jużny          |
| 38.     | 19 września | St. Petersburg Open Petersburg ATP World Tour 250 986 380 $ – Twarda (hala) | Dominic Inglot Henri Kontinen  | 6:4, 3:6, 12–10     | Andre Begemann Leander Paes             | Roberto Bautista-Agut Tomáš Berdych | Viktor Troicki João Souza Paolo Lorenzi Michaił Jużny          |
| 39.     | 26 września | Chengdu Open Chengdu ATP World Tour 250 947 735 $ – Twarda (hala)           | Karen Chaczanow                | 6:7(4), 7:6(3), 6:3 | Albert Ramos-Viñolas                    | Grigor Dimitrow Viktor Troicki      | Kevin Anderson Feliciano López Diego Schwartzman Dominic Thiem |
| 39.     | 26 września | Chengdu Open Chengdu ATP World Tour 250 947 735 $ – Twarda (hala)           | Raven Klaasen Rajeev Ram       | 7:6(2), 7:5         | Pablo Carreño-Busta Mariusz Fyrstenberg | Grigor Dimitrow Viktor Troicki      | Kevin Anderson Feliciano López Diego Schwartzman Dominic Thiem |
| 39.     | 26 września | Shenzhen Open Shenzhen ATP World Tour 250 704 140 $ – Twarda                | Tomáš Berdych                  | 7:6(5), 6:7(2), 6:3 | Richard Gasquet                         | Thomaz Bellucci Janko Tipsarević    | Malik al-Dżaziri Bernard Tomic Jiří Veselý Mischa Zverev       |
| 39.     | 26 września | Shenzhen Open Shenzhen ATP World Tour 250 704 140 $ – Twarda                | Fabio Fognini Robert Lindstedt | 7:6(4), 6:3         | Oliver Marach Fabrice Martin            | Thomaz Bellucci Janko Tipsarević    | Malik al-Dżaziri Bernard Tomic Jiří Veselý Mischa Zverev       |

### Październik
| Tydzień | Data            | Turniej                                                                               | Zwycięzcy                            | Wynik             | Finaliści                           | Półfinaliści                          | Ćwierćfinaliści                                                           |
| ------- | --------------- | ------------------------------------------------------------------------------------- | ------------------------------------ | ----------------- | ----------------------------------- | ------------------------------------- | ------------------------------------------------------------------------- |
| 40.     | 3 października  | China Open Pekin ATP World Tour 500 4 164 780 $ – Twarda                              | Andy Murray                          | 6:4, 7:6(2)       | Grigor Dimitrow                     | David Ferrer Milos Raonic             | Pablo Carreño-Busta Kyle Edmund Rafael Nadal Alexander Zverev             |
| 40.     | 3 października  | China Open Pekin ATP World Tour 500 4 164 780 $ – Twarda                              | Pablo Carreño-Busta Rafael Nadal     | 6:7(6), 6:2, 10–8 | Jack Sock Bernard Tomic             | David Ferrer Milos Raonic             | Pablo Carreño-Busta Kyle Edmund Rafael Nadal Alexander Zverev             |
| 40.     | 3 października  | Rakuten Japan Open Tennis Championships Tokio ATP World Tour 500 1 506 835 $ – Twarda | Nick Kyrgios                         | 4:6, 6:3, 7:5     | David Goffin                        | Marin Čilić Gaël Monfils              | Ivo Karlović Juan Mónaco Gilles Müller João Sousa                         |
| 40.     | 3 października  | Rakuten Japan Open Tennis Championships Tokio ATP World Tour 500 1 506 835 $ – Twarda | Marcel Granollers Marcin Matkowski   | 6:2, 7:6(4)       | Raven Klaasen Rajeev Ram            | Marin Čilić Gaël Monfils              | Ivo Karlović Juan Mónaco Gilles Müller João Sousa                         |
| 41.     | 10 października | Shanghai Rolex Masters Szanghaj ATP World Tour Masters 1000 7 655 640 $ – Twarda      | Andy Murray                          | 7:6(1), 6:1       | Roberto Bautista-Agut               | Novak Đoković Gilles Simon            | David Goffin Jack Sock Jo-Wilfried Tsonga Mischa Zverev                   |
| 41.     | 10 października | Shanghai Rolex Masters Szanghaj ATP World Tour Masters 1000 7 655 640 $ – Twarda      | Jack Sock John Isner                 | 6:4, 6:4          | Henri Kontinen John Peers           | Novak Đoković Gilles Simon            | David Goffin Jack Sock Jo-Wilfried Tsonga Mischa Zverev                   |
| 42.     | 17 października | Kremlin Cup Moskwa ATP World Tour 250 919 220 $ – Twarda (hala)                       | Pablo Carreño-Busta                  | 4:6, 6:3, 6:2     | Fabio Fognini                       | Stéphane Robert Philipp Kohlschreiber | Aleksander Bublik Daniił Miedwiediew Thomaz Bellucci Albert Ramos-Viñolas |
| 42.     | 17 października | Kremlin Cup Moskwa ATP World Tour 250 919 220 $ – Twarda (hala)                       | Juan Sebastián Cabal Robert Farah    | 7:5, 4:6, 10–5    | Julian Knowle Jürgen Melzer         | Stéphane Robert Philipp Kohlschreiber | Aleksander Bublik Daniił Miedwiediew Thomaz Bellucci Albert Ramos-Viñolas |
| 42.     | 17 października | If Stockholm Open Sztokholm ATP World Tour 250 635 645 € – Twarda (hala)              | Juan Martín del Potro                | 7:5, 6:1          | Jack Sock                           | Alexander Zverev Grigor Dimitrow      | Gastão Elias Tobias Kamke Ivo Karlović Kevin Anderson                     |
| 42.     | 17 października | If Stockholm Open Sztokholm ATP World Tour 250 635 645 € – Twarda (hala)              | Elias Ymer Mikael Ymer               | 6:1. 6:1          | Mate Pavić Michael Venus            | Alexander Zverev Grigor Dimitrow      | Gastão Elias Tobias Kamke Ivo Karlović Kevin Anderson                     |
| 42.     | 17 października | European Open Antwerpia ATP World Tour 250 635 645 € – Twarda (hala)                  | Richard Gasquet                      | 7:6(4), 6:1       | Diego Schwartzman                   | David Goffin Kyle Edmund              | Marius Copil Pablo Cuevas Jan-Lennard Struff Andreas Seppi                |
| 42.     | 17 października | European Open Antwerpia ATP World Tour 250 635 645 € – Twarda (hala)                  | Daniel Nestor Édouard Roger-Vasselin | 6:4, 6:4          | Pierre-Hugues Herbert Nicolas Mahut | David Goffin Kyle Edmund              | Marius Copil Pablo Cuevas Jan-Lennard Struff Andreas Seppi                |
| 43.     | 24 października | Swiss Indoors Basel Bazylea ATP World Tour 500 2 151 985 € – Twarda (hala)            | Marin Čilić                          | 6:1, 7:6(5)       | Kei Nishikori                       | Gilles Müller Mischa Zverev           | Federico Delbonis Juan Martín del Potro Marcel Granollers Stan Wawrinka   |
| 43.     | 24 października | Swiss Indoors Basel Bazylea ATP World Tour 500 2 151 985 € – Twarda (hala)            | Marcel Granollers Jack Sock          | 6:3, 6:4          | Robert Lindstedt Michael Venus      | Gilles Müller Mischa Zverev           | Federico Delbonis Juan Martín del Potro Marcel Granollers Stan Wawrinka   |
| 43.     | 24 października | Erste Bank Open Wiedeń ATP World Tour 500 2 467 310 € – Twarda (hala)                 | Andy Murray                          | 6:3, 7:6(6)       | Jo-Wilfried Tsonga                  | David Ferrer Ivo Karlović             | Karen Chaczanow John Isner Albert Ramos-Viñolas Viktor Troicki            |
| 43.     | 24 października | Erste Bank Open Wiedeń ATP World Tour 500 2 467 310 € – Twarda (hala)                 | Łukasz Kubot Marcelo Melo            | 4:6, 6:3, 13–11   | Oliver Marach Fabrice Martin        | David Ferrer Ivo Karlović             | Karen Chaczanow John Isner Albert Ramos-Viñolas Viktor Troicki            |
| 44.     | 31 października | BNP Paribas Masters Paryż ATP World Tour Masters 1000 4 300 755 € – Twarda (hala)     | Andy Murray                          | 6:3, 6:7(4), 6:4  | John Isner                          | Marin Čilić Milos Raonic              | Tomáš Berdych Novak Đoković Jack Sock Jo-Wilfried Tsonga                  |
| 44.     | 31 października | BNP Paribas Masters Paryż ATP World Tour Masters 1000 4 300 755 € – Twarda (hala)     | Henri Kontinen John Peers            | 6:4, 3:6, 10–6    | Pierre-Hugues Herbert Nicolas Mahut | Marin Čilić Milos Raonic              | Tomáš Berdych Novak Đoković Jack Sock Jo-Wilfried Tsonga                  |

### Listopad
| Tydzień | Data         | Turniej                                                                        | Zwycięzcy                 | Wynik          | Finaliści                | Półfinaliści               | Ćwierćfinaliści                                                   |
| ------- | ------------ | ------------------------------------------------------------------------------ | ------------------------- | -------------- | ------------------------ | -------------------------- | ----------------------------------------------------------------- |
| 46.     | 14 listopada | ATP World Tour Finals Londyn ATP World Tour Finals 7 500 000 $ – Twarda (hala) | Andy Murray               | 6:3, 6:4       | Novak Đoković            | Kei Nishikori Milos Raonic | Marin Čilić David Goffin Gaël Monfils Dominic Thiem Stan Wawrinka |
| 46.     | 14 listopada | ATP World Tour Finals Londyn ATP World Tour Finals 7 500 000 $ – Twarda (hala) | Henri Kontinen John Peers | 2:6, 6:1, 10–8 | Raven Klaasen Rajeev Ram | Kei Nishikori Milos Raonic | Marin Čilić David Goffin Gaël Monfils Dominic Thiem Stan Wawrinka |

## Wielki Szlem
| Turniej         | Gra pojedyncza | Gra podwójna                        | Gra mieszana                  |
| Australian Open | Novak Đoković  | Jamie Murray Bruno Soares           | Bruno Soares Jelena Wiesnina  |
| French Open     | Novak Đoković  | Feliciano López Marc López          | Leander Paes Martina Hingis   |
| Wimbledon       | Andy Murray    | Pierre-Hugues Herbert Nicolas Mahut | Henri Kontinen Heather Watson |
| US Open         | Stan Wawrinka  | Jamie Murray Bruno Soares           | Mate Pavić Laura Siegemund    |

## Wygrane turnieje

### Gra pojedyncza – klasyfikacja tenisistów
| Lp | Wygrane | Tenisista             | Państwo           |
| 1. | 9       | Andy Murray           | Wielka Brytania   |
| 2  | 7       | Novak Đoković         | Serbia            |
| 3. | 4       | Dominic Thiem         | Austria           |
| 4. | 3       | Nick Kyrgios          | Australia         |
|    | 3       | Stan Wawrinka         | Szwajcaria        |
| 5. | 2       | Roberto Bautista-Agut | Hiszpania         |
|    | 2       | Marin Čilić           | Chorwacja         |
|    | 2       | Pablo Cuevas          | Urugwaj           |
|    | 2       | Martin Kližan         | Słowacja          |
|    | 2       | Rafael Nadal          | Hiszpania         |
| 6. | 1       | Nicolás Almagro       | Hiszpania         |
|    | 1       | Tomáš Berdych         | Czechy            |
|    | 1       | Pablo Carreño-Busta   | Hiszpania         |
|    | 1       | Karen Chaczanow       | Rosja             |
|    | 1       | Federico Delbonis     | Argentyna         |
|    | 1       | Víctor Estrella       | Dominikana        |
|    | 1       | Fabio Fognini         | Włochy            |
|    | 1       | Richard Gasquet       | Francja           |
|    | 1       | Steve Johnson         | Stany Zjednoczone |
|    | 1       | Ivo Karlović          | Chorwacja         |
|    | 1       | Philipp Kohlschreiber | Niemcy            |
|    | 1       | Feliciano López       | Hiszpania         |
|    | 1       | Paolo Lorenzi         | Włochy            |
|    | 1       | Nicolas Mahut         | Francja           |
|    | 1       | Florian Mayer         | Niemcy            |
|    | 1       | Juan Mónaco           | Argentyna         |
|    | 1       | Gaël Monfils          | Francja           |
|    | 1       | Kei Nishikori         | Japonia           |
|    | 1       | Sam Querrey           | Stany Zjednoczone |
|    | 1       | Albert Ramos-Viñolas  | Hiszpania         |
|    | 1       | Milos Raonic          | Kanada            |
|    | 1       | Diego Schwartzman     | Argentyna         |
|    | 1       | Viktor Troicki        | Serbia            |
|    | 1       | Fernando Verdasco     | Hiszpania         |

### Gra pojedyncza – klasyfikacja państw
| Lp | Wygrane | Państwo           |
| 1. | 9       | Hiszpania         |
|    | 9       | Wielka Brytania   |
| 2  | 8       | Serbia            |
| 3. | 4       | Austria           |
| 4. | 3       | Argentyna         |
|    | 3       | Australia         |
|    | 3       | Chorwacja         |
|    | 3       | Francja           |
|    | 3       | Szwajcaria        |
| 5. | 2       | Niemcy            |
|    | 2       | Słowacja          |
|    | 2       | Stany Zjednoczone |
|    | 2       | Urugwaj           |
|    | 2       | Włochy            |
| 6. | 1       | Czechy            |
|    | 1       | Dominikana        |
|    | 1       | Japonia           |
|    | 1       | Kanada            |
|    | 1       | Rosja             |

### Gra podwójna – klasyfikacja tenisistów
| Lp | Wygrane | Tenisista              | Państwo           |
| 1. | 7       | Henri Kontinen         | Finlandia         |
| 2. | 6       | Nicolas Mahut          | Francja           |
| 3. | 5       | Pierre-Hugues Herbert  | Francja           |
|    | 5       | John Peers             | Australia         |
| 4. | 4       | Mate Pavić             | Chorwacja         |
|    | 4       | Michael Venus          | Nowa Zelandia     |
| 5. | 3       | Bob Bryan              | Stany Zjednoczone |
|    | 3       | Mike Bryan             | Stany Zjednoczone |
|    | 3       | Marcel Granollers      | Hiszpania         |
|    | 3       | Juan Sebastián Cabal   | Kolumbia          |
|    | 3       | Robert Farah           | Kolumbia          |
|    | 3       | Marcelo Melo           | Brazylia          |
|    | 3       | Horacio Zeballos       | Argentyna         |
| 6. | 2       | Pablo Carreño-Busta    | Hiszpania         |
|    | 2       | Ivan Dodig             | Chorwacja         |
|    | 2       | Raven Klaasen          | Południowa Afryka |
|    | 2       | Wesley Koolhof         | Holandia          |
|    | 2       | Feliciano López        | Hiszpania         |
|    | 2       | Marc López             | Hiszpania         |
|    | 2       | Oliver Marach          | Austria           |
|    | 2       | David Marrero          | Hiszpania         |
|    | 2       | Fabrice Martin         | Francja           |
|    | 2       | Matwé Middelkoop       | Holandia          |
|    | 2       | Jamie Murray           | Wielka Brytania   |
|    | 2       | Daniel Nestor          | Kanada            |
|    | 2       | Julio Peralta          | Chile             |
|    | 2       | Jack Sock              | Stany Zjednoczone |
|    | 2       | Rajeev Ram             | Stany Zjednoczone |
|    | 2       | Bruno Soares           | Brazylia          |
|    | 2       | Horia Tecău            | Rumunia           |
| 7. | 1       | Simone Bolelli         | Włochy            |
|    | 1       | Eric Butorac           | Stany Zjednoczone |
|    | 1       | Flavio Cipolla         | Włochy            |
|    | 1       | Marcus Daniell         | Nowa Zelandia     |
|    | 1       | Marin Draganja         | Chorwacja         |
|    | 1       | Guillermo Durán        | Argentyna         |
|    | 1       | Fabio Fognini          | Włochy            |
|    | 1       | Mariusz Fyrstenberg    | Polska            |
|    | 1       | Guillermo García-López | Hiszpania         |
|    | 1       | Santiago González      | Meksyk            |
|    | 1       | Sam Groth              | Australia         |
|    | 1       | Chris Guccione         | Australia         |
|    | 1       | Treat Huey             | Filipiny          |
|    | 1       | Dominic Inglot         | Wielka Brytania   |
|    | 1       | John Isner             | Stany Zjednoczone |
|    | 1       | Steve Johnson          | Stany Zjednoczone |
|    | 1       | Martin Kližan          | Słowacja          |
|    | 1       | Łukasz Kubot           | Polska            |
|    | 1       | Robert Lindstedt       | Szwecja           |
|    | 1       | Scott Lipsky           | Stany Zjednoczone |
|    | 1       | Marcin Matkowski       | Polska            |
|    | 1       | Florin Mergea          | Rumunia           |
|    | 1       | Maks Mirny             | Białoruś          |
|    | 1       | Andrés Molteni         | Argentyna         |
|    | 1       | Rafael Nadal           | Hiszpania         |
|    | 1       | Vasek Pospisil         | Kanada            |
|    | 1       | Sam Querrey            | Stany Zjednoczone |
|    | 1       | Aisam-ul-Haq Qureshi   | Pakistan          |
|    | 1       | Édouard Roger-Vasselin | Francja           |
|    | 1       | Jean-Julien Rojer      | Holandia          |
|    | 1       | Dudi Sela              | Izrael            |
|    | 1       | Andreas Seppi          | Włochy            |
|    | 1       | Artem Sitak            | Nowa Zelandia     |

### Gra podwójna – klasyfikacja państw
Tytuły zdobyte przez zawodników z tego samego państwa liczone są oddzielnie.
| Lp | Wygrane | Państwo           |
| 1. | 14      | Francja           |
|    | 14      | Stany Zjednoczone |
| 2. | 13      | Hiszpania         |
| 3. | 7       | Australia         |
|    | 7       | Chorwacja         |
|    | 7       | Finlandia         |
| 4. | 6       | Kolumbia          |
|    | 6       | Nowa Zelandia     |
| 5. | 5       | Argentyna         |
|    | 5       | Brazylia          |
|    | 5       | Holandia          |
| 6. | 4       | Włochy            |
| 7. | 3       | Kanada            |
|    | 3       | Polska            |
|    | 3       | Rumunia           |
|    | 3       | Wielka Brytania   |
| 8. | 2       | Austria           |
|    | 2       | Chile             |
| 9. | 1       | Białoruś          |
|    | 1       | Filipiny          |
|    | 1       | Izrael            |
|    | 1       | Meksyk            |
|    | 1       | Pakistan          |
|    | 1       | Południowa Afryka |
|    | 1       | Słowacja          |
|    | 1       | Szwecja           |

## Obronione tytuły
- Stan Wawrinka – Ćennaj (singel)
- John Peers – Brisbane, Hamburg (debel)
- Viktor Troicki – Sydney (singel)
- Novak Đoković – Australian Open, Miami (singel)
- Richard Gasquet – Montpellier (singel)
- Víctor Estrella – Quito (singel)
- Kei Nishikori – Memphis (singel)
- Mariusz Fyrstenberg – Memphis (debel)
- Santiago González – Memphis (debel)
- Pablo Cuevas – São Paulo (singel)
- Scott Lipsky – Estoril (debel)
- Nicolas Mahut – ’s-Hertogenbosch (singel), Londyn (debel)
- Raven Klaasen – Halle (debel)
- Rajeev Ram – Halle (debel)
- Andy Murray – Londyn, igrzyska olimpijskie (singel)
- Pierre-Hugues Herbert – Londyn (debel)
- Tomáš Berdych – Shenzhen (singel)
- Łukasz Kubot – Wiedeń (debel)
- Marcelo Melo – Wiedeń (debel)